# Arnold Gfeller
Arnold Gfeller (* 26. September 1902 in Basel; † 5. August 1978 in Basel) war ein Schweizer Architekt und Politiker (LdU).

## Leben
Gfeller prägte mit seinen Bauten wesentlich das Basler Stadtbild. Von 1938 bis 1955 war er für den Landesring der Unabhängigen im Grossen Rat von Basel-Stadt, von 1939 bis 1943 und 1951 bis 1959 im Nationalrat.
Er war auch Oberst in Generalstab der Schweizer Armee und Maler in Montagnola.